# Маклаївка
Маклаївка (Старі назви — Жовтень, Жовтневе) — село в Україні, у Чоповицькій селищній громаді Коростенського району Житомирської області. Населення становить 104 осіб.

## Історія
Засноване в 1930-х роках й існувало до 1950-х років як хутір. 1947 року в селі збудовано церкву. Діє магазин.
19 травня 2016 року село перейменоване на Маклаївку.

## Населення

### Мова
Розподіл населення за рідною мовою за даними перепису 2001 року:
| Мова       | Кількість | Відсоток |
| ---------- | --------- | -------- |
| українська | 104       | 100%     |